# Un’emozione per sempre
«Un’emozione per sempre» (с итал. — «Чувства навсегда») — сингл известного итальянского певца и композитора Эроса Рамаццотти, который был выпущен 12 мая 2003 года компанией Bertelsmann Music Group.

## Описание

### О песне
Песня написана самим исполнителем в соавторстве с Аделио Кольиати, Клаудио Гвидетти и Маурицио Фабрицио. Композиция была выпущена в альбоме Эроса Рамаццотти «9», а также участвовала в «Фестивальбаре» в 2003 году.
«Un’emozione per sempre» рассказывает о завершившейся, но незабываемой любви. Сингл имел большой успех в Италии. Появившись на рынке 12 мая 2003 года, сингл оказался в числе 15 самых лучших синглов, где оставался на первом месте в течение шести недель подряд. Кроме того, диск оставался в Топ-20 в течение 20 недель.

### Клип
Видеоклип на песню «Un’emozione per sempre» снял режиссёр Мартин Вайз в том же году.
В видеоклипе показана темноволосая девушка, которая едет на Кабриолете в Мексику. Девушка останавливается на станции технического обслуживания, где оставляет автомобиль механику, а затем идёт гулять по улицам соседней деревни. Всех персонажей, которых она встречает на своём пути, сыграл Рамаццотти.

## Список композиций

### CD Maxi
1. Un’emozione per sempre — 3:56
2. Una emoción para siempre — 3:56
3. Un angelo non è (Live) — 5:21

### CD-Single
1. Un’emozione per sempre — 3:56
2. Una emoción para siempre — 3:56

## Чарты

### Итальянский чарт
| Позиция | 1 | 1 | 1 | 1 | 1 | 1 | 2 | 4 | 5 | 5 | 9 | 6 | 7 | 7 | 5 | 9 | 9 | 14 | 13 | 18 |

### Конец года
| Позиции в конце года (2003) | Позиция |
| --------------------------- | ------- |
| Италия                      | 9       |
| Швейцария                   | 32      |

### Другие страны
| Страна     | Позиция |
| ---------- | ------- |
| Италия     | 1       |
| Швейцария  | 1       |
| Австрия    | 31      |
| Франция    | 61      |
| Нидерланды | 43      |
| Бельгия    | 36      |